# Arte greco-budista

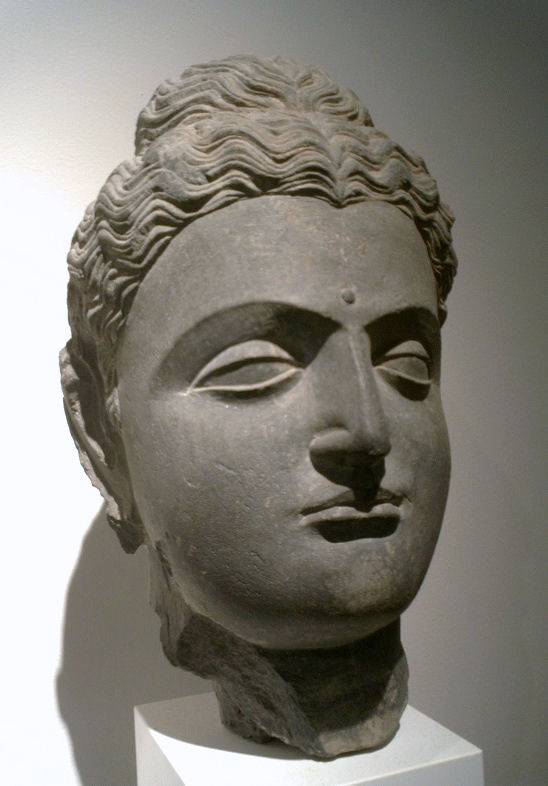
Buda de Gandara, séculos I-II.

A arte greco-budista é uma manifestação artística do Greco-budismo, um sincretismo cultural entre a cultura grega clássica e o Budismo, que se desenvolveu por um período de quase 1000 anos na Ásia Central, entre as conquistas de Alexandre o Grande no século IV a.C., e as conquistas islâmicas do século VII. A arte greco-budista é caracterizada pelo forte realismo idealista da arte Helenística e as primeiras representações de Buda em forma humana, o que ajudou a definir artisticamente (e, particularmente, na escultura) a arte budista pelo continente asiático até o presente. É também um forte exemplo de sincretismo cultural entre tradições ocidentais e orientais.
As origens da arte greco-budista podem ser encontradas no helenístico Reino Greco-Bactriano (250–130 a.C.), localizado onde hoje é o Afeganistão, de onde a cultura Helenística radiou para o subcontinente Indiano com o estabelecimento do Reino Indo-Grego (180–10 a.C.). Sob domínio do Reino Indo-Grego e então do império Cuchana, a interação das culturas grega e budista floresceu na área de Gandara, hoje ao norte do Paquistão, antes de se espalhar pela Índia, influenciando a arte de Matura, e depois a arte Hindu do Império Gupta, que foi estendido para o resto do Sudeste da Ásia, afetando fortemente a arte da bacia do Tarim, e, enfim, as artes da China, Coreia e Japão.

## Arte Helenística no sul da Ásia

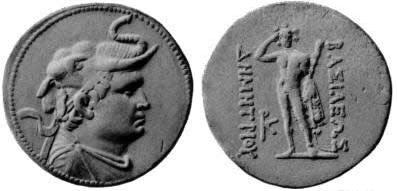
Moeda de prata mostra o rei greco-bactriano Demétrio I r. usando um escalpo de elefante, símbolo de sua conquista da Índia. Atrás: Héracles, segurando uma pele de leão e com um bastão pousado em seu ombro. Legenda grega BASILEOS DEMETRIOU "Rei Demétrio".

Poderosos estados helenísticos foram estabelecidos nas áreas de Báctria e de Sogdiana, e depois no norte da Índia, por três séculos seguindo as conquistas de Alexandre o Grande por volta de 330 a.C.: O Império Selêucida até 250 a.C. seguido pelo Reino Greco-Bactriano de 180 a.C. até aproximadamente 10 a.C.. De importância central na arte de Gandara está a sugestão de Ranajit Pal de que Diódoto I da Báctria foi o grande Ashoka.
Os exemplos mais claros da arte Helenística são encontrados em moedas dos reis greco-bactrianos do período, como Demétrio I. Muitas moedas dos reis greco-bactrianos foram desenterradas, incluindo as maiores moedas de prata e ouro já cunhadas no mundo helenístico, ficando entre as melhores em sofisticação artística e técnica: eles "mostram um grau de individualidade nunca equiparadas pelas descrições geralmente mais brandas de seus contemporâneos reais ao oeste".
Estes reinos helenísticos estabeleceram cidades no modelo grego, como em Ai-Khanoum na Báctria, mostrando feições de arquitetura puramente Helenísticas, estatutários Helenísticos e restos de impressões em papiro e acúmulos de moedas aristotélicas.

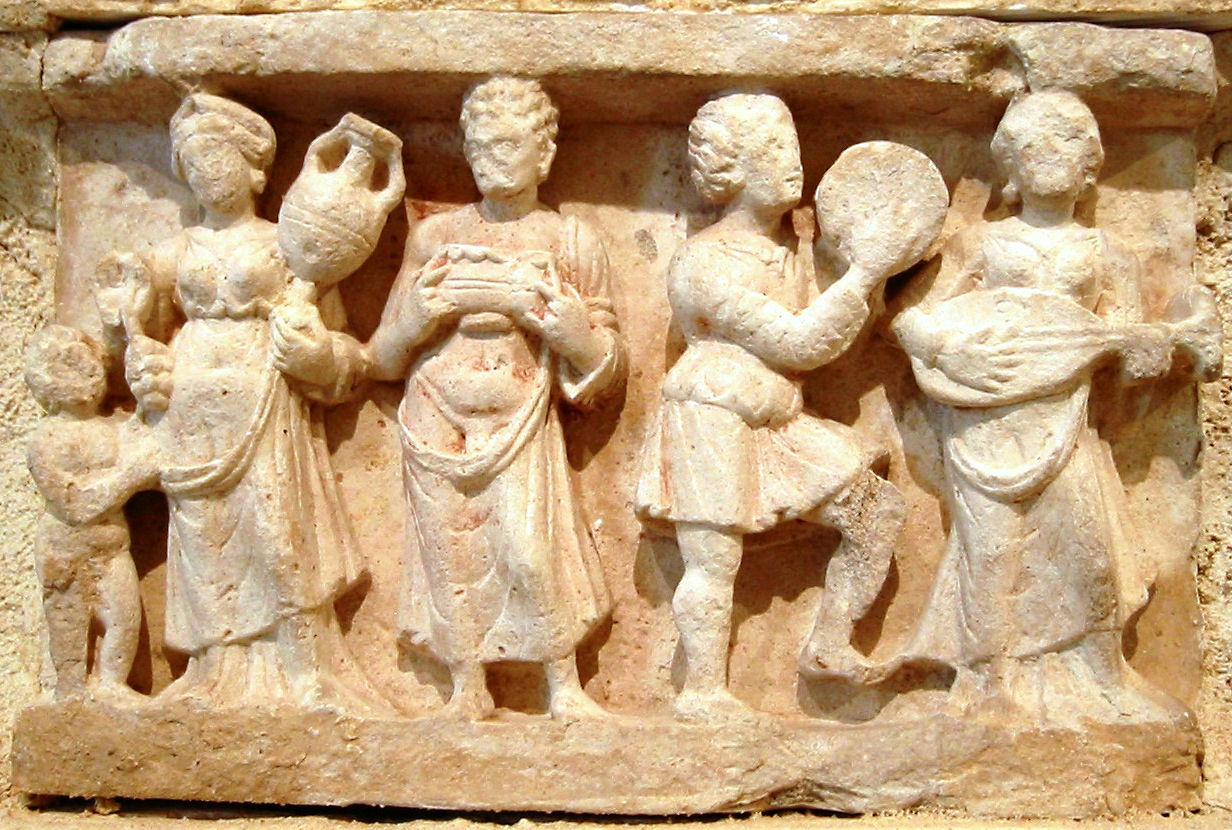
Bebendo vinho e música (Detalhe de Chakhil-i-Ghoundi stupa, Hadda, séculos I a II d.C).

Estes elementos gregos penetraram o noroeste da Índia seguindo a invasão dos greco-bactrianos em 180 a.C., quando eles estabeleceram o reino Indo-Grego na Índia. Estabeleceram-se cidades gregas fortificadas, como Sircape, no norte do Paquistão. Estilos arquitetônicos usaram motivos decorativos Helenísticos, como pergaminhos e grinalda de frutas. Paletas de pedra para óleos aromáticos representando puramente temas puramente helenísticos como a Nereida cavalgando um monstro marinho Ketos são encontrados.
Em Hadda, divindades helenísticas, como Atlas, são encontradas. São representados deuses do vento, o que afetará a representação de divindades do vento até o Japão. Cenas dionísicas representam pessoas em estilo clássico bebendo vinho de ânforas e tocando instrumentos.

## Interação Artística Greco-Budista
Assim que os gregos invadiram a Índia para formar o Reino Indo-Grego, uma fusão dos elementos helenísticos e Budistas começou a aparecer, encorajada pela benevolência dos reis Gregos para o Budismo. Essa tendência artística, então, desenvolveu-se por vários séculos e pareceu florescer mais durante o Império Cuchana desde o século I d.C.

### Modelo Artístico

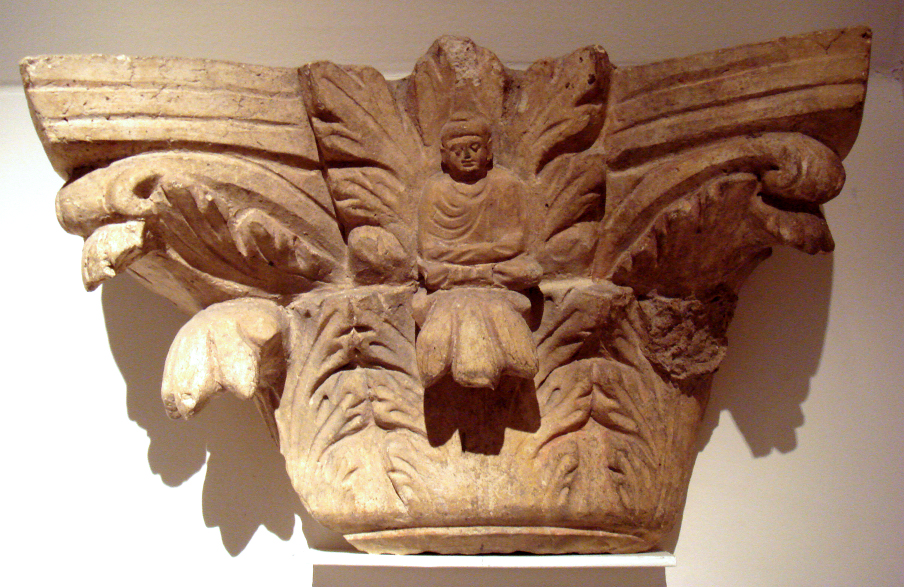
Um capitel Indo-Coríntio com o Buda no centro, século III-IV, Gandara.

A arte Greco-Budista narra a vida do Buda de maneira visual, provavelmente pela incorporação de modelos da vida real e conceitos que estavam disponíveis para os artistas do período.
Os Bodhisattvas são descritos como príncipes indianos com barrigas grandes e cheios de joias, e os Budas como reis gregos usando uma toga leve. Os prédios em que eles são descritos incorporam o estilo grego, com os ubíquos capitéis indo-coríntios e pergaminhos decorativos gregos. Divindades de ambas as mitologias aparecem, (Atlas e Héracles) dos gregos e Indra dos indianos.

### Evolução de Estilo
Em estilo, a arte greco-budista começou sendo extremamente refinada e realista, como mostram os Budas em pé, com um tratamento realístico das dobras e até mesmo alusão de volume modelado que caracteriza o melhor da arte grega. Ela foi, então, perdendo esse realismo sofisticado, tornando-se progressivamente mais simbólica e decorativa com o passar dos séculos.

### Arquitetura
A presença de estupas na cidade grega de Sircape, construída por Demétrio I por volta de 180 a.C., já indica um grande sincretismo entre o Helenismo e a fé Budista, junto com outras religiões como o Hinduísmo e o Zoroastrismo. O estilo é grego, adornado com colunas coríntias numa excelente execução helenística.

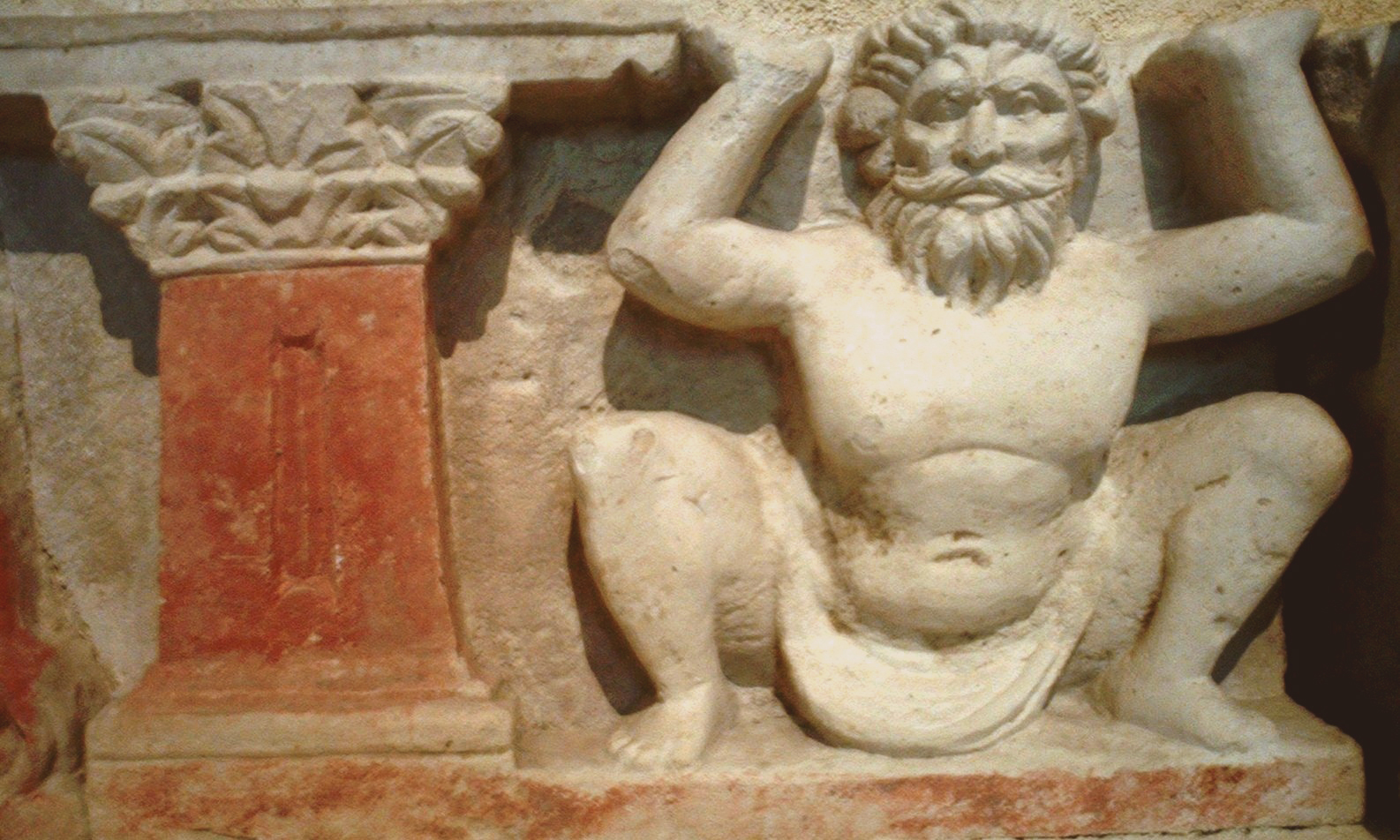
O Titã Atlas, segurando um monumento Budista, Hadda.

Posteriormente em Hadda, a divindade grega Atlas é representada segurando monumentos budistas com colunas gregas decoradas. O motivo foi adotado extensivamente por todo o subcontinente Indiano, substituindo-se Atlas pelo Indiano Yaksa em monumentos de Sunga por volta do século II a.C..

### O Buda

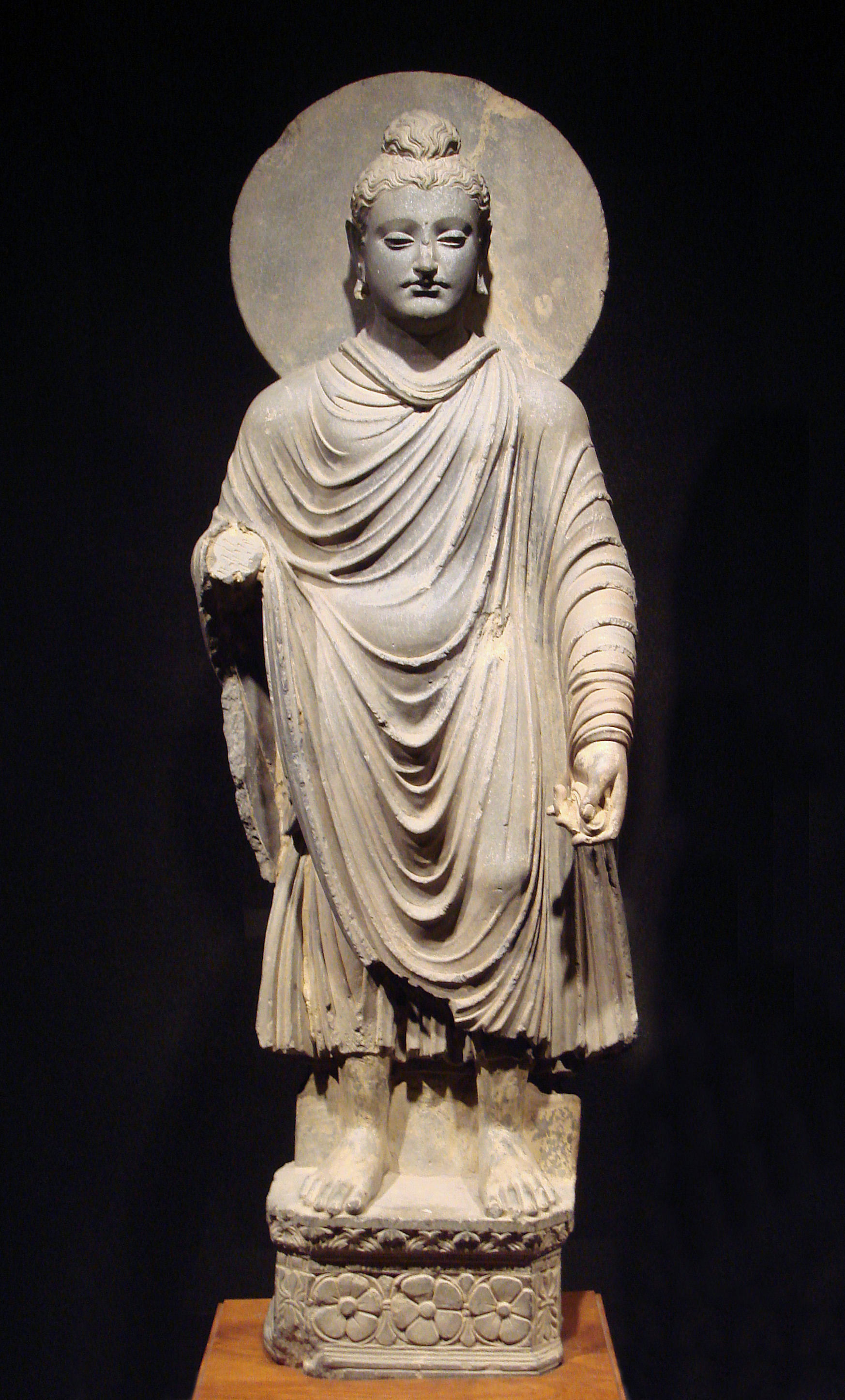
Uma das primeiras representações de Buda, séculos I-II, Gandara: Standing Buddha (Tokyo National Museum).

Entre o 2º século antes de Cristo e o 1º depois, as primeiras representações antropomórficas de Buda foram desenvolvidas. Estas estavam ausentes da arte budista, que preferia representar Buda com símbolos como o estupa, a árvore Bodhi, a cadeira vazia, a roda ou as pegadas. Mas a inovadora forma antropomórfica de Buda imediatamente alcançou um alto nível de sofisticação escultural, naturalmente inspirada em estilos esculturais da Grécia Helenística.
Muitos dos elementos estilísticos das representações de Buda apontam influência grega: As vestes gregas (uma toga leve cobrindo ambos os ombros: personagens Budistas eram sempre representados com um dhoti antes desta inovação), o halo, a postura de contrapposto das figuras verticais (ver: Budas sentados de Gandara do 1.º-2.º século), o cabelo crespo mediterrâneo estilizado e o rabo-de-cavalo aparentemente derivaram do estilo do Apolo Belvedere (330 a.C.), e a qualidade medida das faces, todas reproduzidas com grande realismo artístico (Ver: arte grega). Alguns dos Budas em pé (como o da imagem) foram esculpidos usando a técnica grega específica de fazer as mãos e algumas vezes os pés em mármore para aumentar o efeito realista, e o resto do corpo de outro material.
Foucher especialmente considerou os Budas Helenísticos os "mais bonitos, e provavelmente mais antigos dos Budas", datando-os de ser do século I a.C., e tornando-os o ponto de partida das representações antropomórficas de Buda.

#### Desenvolvimento

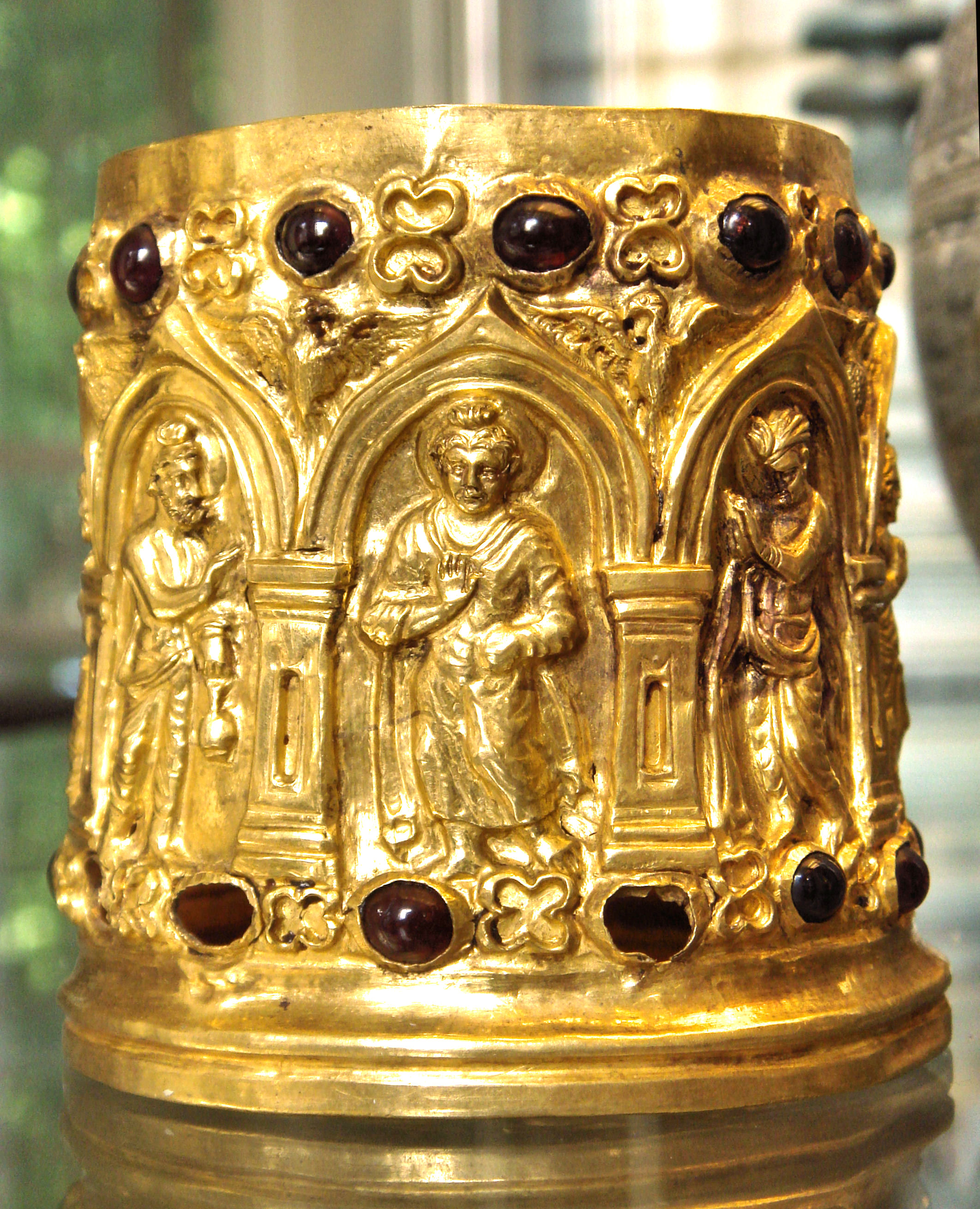
O Esquife Bimaran, representando o Buda, é datado de aproximadamente Museu Britânico.

Existe um debate sobre a data exata para o desenvolvimento da representação antropomórfica de Buda, e isto possui uma margem entre se foi uma inovação vinda diretamente do Reino Indo-Grego, ou se foi um desenvolvimento posterior pelo Reino Indo-Cita, pelo Reino Indo-Parta ou pelos Império Cuchana sob influência artística Helenística. Muitas das primeiras imagens de Buda (especialmente as imagens em que o Buda está de pé) são anepigráficas, o que torna difícil conseguir uma data definitiva. A imagem mais antiga com data aproximada é a esquife Bimaran, que foi encontrada enterrada com moedas do rei Indo-Cita Azes II (ou possivelmente Azes I), indicando uma data entre 30 e 10 a.C., apesar de a data não ser definitiva.

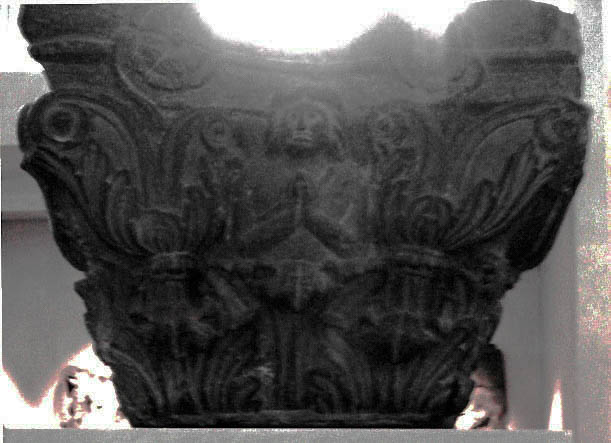
Um capitel Indo-Coríntio da Estupa Butkara sob o qual uma moeda de Azes II foi encontrada.

. Datada de 20 a.C. ou anterior (Museu Municipal de Arte Antiga de Turim).
Tal datação, assim como o estilo e atitude helenística do Buda na esquife de Bimaran, tornariam-no um possível trabalho Indo-Grego, usado em dedicações por Indo-Citas logo depois do fim do domínio Indo-Grego na área de Gandara. Uma vez que já demonstra uma iconografia sofisticada e um estilo avançado, ele sugeriria representações muito anteriores do Buda que já existiam naquela época, voltando ao domínio dos Indo-Gregos (Alfred A. Foucher e outros).
As descobertas greco-budistas posteriores estritamente datáveis são um tanto tardias, perto de 120 d.C., uma esquife de Canisca e algumas moedas budistas. Estes trabalhos indicam que a representação antropomórfica do Buda que já existia no século I d.C..
[[Imagem:HanWudiBuddhas.jpg|thumb|170px|Afresco descrevendo o Imperador Han Wudi (r. 156–87 a.C.) venerando duas estátuas de Buda, Cavernas Mogao, Dunhuang, c. {{DC|século VIII]]

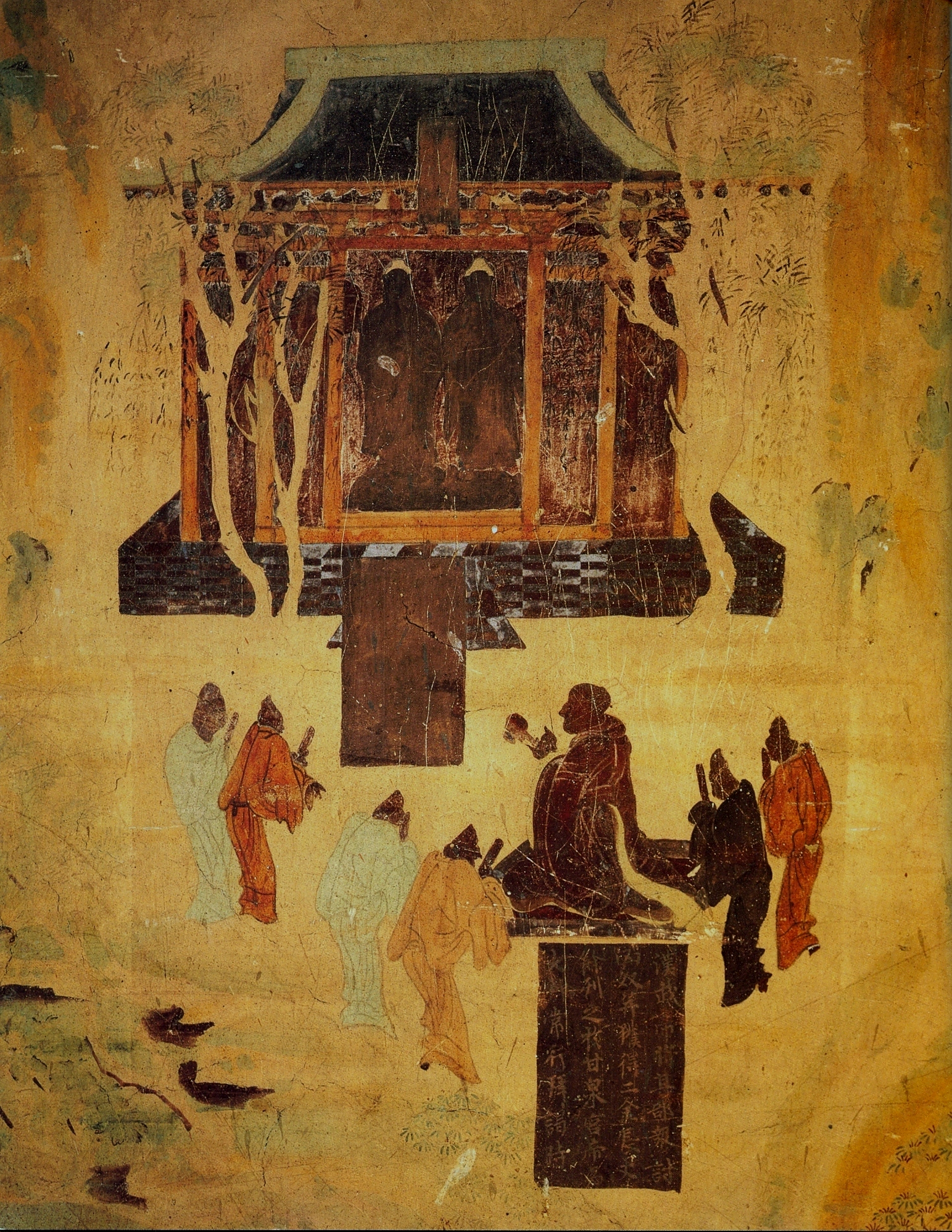
Afresco descrevendo o Imperador Han Wudi venerando duas estátuas de Buda, Cavernas Mogao, Dunhuang, c. DC|

Por outra direção, fontes históricas chinesas e pinturas em mural da cidade de Dunhuang, na bacia do Tarim, descrevem perfeitamente as viagens do explorador e embaixador Zhang Qian à Ásia Central, até a região da Báctria, por volta de 130 a.C., e os mesmos murais descrevem o Imperador Han Wudi (r. 156–87 a.C.) venerando estátuas budistas, explicando-os como "homens dourados trazidos em 120 a.C. pelo grande general Han em suas campanhas contra os nômades." Apesar de não haver outra menção de Han Wudi venerando o Buda na literatura histórica Chinesa, estes murais sugerem que estátuas de Buda já existiam durante o século II a.C., conectando-os diretamente à era dos Indo-Gregos.
Posteriormente, a crônica histórica chinesa Hou Hanshu descreve o inquérito sobre o budismo feito aproximadamente em 67 d.C. pelo Imperador Ming (r. 58–75). Ele envia um funcionário para Iuechi, no Noroeste da Índia, que trouxe de volta pinturas e estátuas de Buda, confirmando sua existência antes desta data:
"O Imperador, para descobrir a doutrina verdadeira, enviou um funcionário para Tianzhu (Noroeste da India) para questionar sobre a doutrina de Buda, depois do qual pinturas e estátuas do Buda apareceram no reino médio." (Hou Hanshu, trad. ao inglês por John Hill)
Uma tradição Indo-Chinesa também explica que Nagasena, também conhecido como professor budista de Menandro, criou em 43 d.C., na cidade de Pataliputra, uma estátua do Buda, o Buda de Esmeralda, que foi posteriormente levado para a Tailândia.